# Идол (картина Гогена)
«Идол» — картина французского художника-постимпрессиониста Поля Гогена из собрания Государственного Эрмитажа.
На картине изображён идол в виде женской фигуры на фоне пейзажа, которая прижимает к себе какого-то зверька с пушистым хвостом. Слева внизу подпись художника, дата и название на таитянском языке: P. Gauguin, 98, Rave te hiti aamu. Картина написана масляными красками на холсте и имеет размеры 73,5 × 92 см.
Картина написана в 1898 году на Таити во время второй поездки Гогена в Полинезию. 9 декабря того же года она была отправлена Гогеном среди прочих работ в Париж в галерею Амбруаза Воллара, в описи значилась под своим таитянским названием.
В 1906 году картина была выставлена в Осеннем салоне, где была устроена большая посмертная выставка Гогена. На этой выставке на картину обратил внимание московский промышленник и коллекционер С. И. Щукин — в принадлежавшем ему выставочном каталоге возле описания картины проставлена пометка. Неизвестно, когда Щукин купил картину у Воллара, но 5 ноября он с этой выставки приобрёл три другие картины Гогена: «Младенец», «Таитяне в комнате» и «А, ты ревнуешь?». Н. Ю. Семёнова предполагает, что покупка состоялась осенью того же 1906 года. Первоначально в собрании Щукина картина значилась под названием «Нагая сидящая женщина». Название «Идол» впервые возникло в 1903 году — так картина была впервые продемонстрирована публике на посмертной выставке Гогена, проходившей в галерее Воллара. В 1914 году в статье Я. А. Тугендхольда о щукинской коллекции, опубликованной в журнале «Аполлон» картина вновь была названа «Идол». П. П. Перцов в каталоге щукинского собрания назвал картину «Бог чумы». Впоследствии название 1903 года устоялось и картина публиковалась преимущественно под ним. После Октябрьской революции собрание Щукина было национализировано, и с 1923 года картина находилась в Государственном музее нового западного искусства. В 1948 году ГМНЗИ был расформирован и картина была передана в Государственный Эрмитаж. С конца 2014 года выставляется на четвёртом этаже здания Главного штаба, зал 413.
О том, что за идол изображён на картине, существовало несколько мнений. Первоначально считалось, что изображён маркизский божок Тики, или Такайа. Однако А. Г. Барская отмечает, что изображение на картине совершенно не походит на изображения Тики и других богов Полинезии. По её мнению, истукан с мертвенно неподвижным лицом и женским телом имеет другое иконографическое происхождение. В литературе упоминается, что в качестве прототипа головы идола Гоген использовал мумию вождя с Маркизских островов, прошедшего через смерть, чтобы стать богом. Впервые общее композиционное решение фигуры идола появилось в 1892 году в изображении женщины на картине «Куда ты идёшь? (E haere oe i hia)» из собрания Государственной галереи Штутгарта (холст, масло; 92 × 69 см; инв. № 3065). Барская допускает возможность того, что этот образ ведёт происхождение от яванской скульптуры или близкого таитянского изображения.
В конце своей первой поездки на Таити Гоген создал большую статую «Oviri» («Дикарь») в виде обнажённой женской фигуры с большой шевелюрой на затылке и с голым черепом впереди. Примерно тогда же он исполнил две монотипии (одна из них находится в частной коллекции, другая в Гарвардском художественном музее) и несколько ксилографий с аналогичным изображением. Две ксилографии были наклеены на один картонный лист, на котором Гоген сделал посвятительную надпись «Стефану Малларме эта странная фигура жестокая загадка. П. Гоген 1895» (20,5 × 11,9 см и 20,7 × 12 см, общий размер листа 23 × 31,6 см; Чикагский институт искусств; инв. № 1947.686.1-2). Один из других оттисков-ксилографий был вклеен Гогеном в рукопись своей книги «Ноа-Ноа», хранящейся в Лувре (ещё несколько авторских оттисков имеется в различных музеях мира). Скульптуру же Гоген в письме Воллару назвал «La Tueuse» («Убийца»). И, наконец, этот же образ он воспроизвёл на щукинском холсте. Сама скульптура находится в собрании музея Орсе в Париже (частично эмалированный керамогранит, размеры 75 × 19 × 27 см, инв. № OAO 1114), а её бронзовая копия установлена на могиле Гогена в Атуоне на острове Хива-Оа Маркизского архипелага. А. Г. Костеневич одно из названий скульптуры «Убийца» трактовал как мысль Гогена о том, что жизнь и смерть неразделимы. Он считает, что в виде зверька, прижимаемого идолом к животу, изображён щенок — плод союза собаки и волка, и это очень важный личный мотив: Гогену нравилось, что некогда Дега отозвался о нём как о волке из басни Лафонтена «Собака и волк» . По мнению К. Г. Богемской эта фигура стала одним из основных скульптурных образов на картинах Гогена: «сюжетная связь между идолами и таитянами представляется более расплывчатой, идолы обрели большую независимость».
Поскольку Гоген плохо владел таитянским языком, к тому же в его время ещё не имевшим устоявшейся письменности, то названия своих картин он писал на слух и зачастую его записанные таитянские выражения не поддаются понятному переводу. На этой картине таитянское название сначала было неверно переведено как «Присутствие злого духа». Б. Даниельссон попытался перевести надпись заново, но смог установить лишь значение отдельных слов, не складывающихся в осмысленную фразу: rave — схватить, te hiti — чудовище, aamu — обжора. К. Г. Богемская, суммируя вариации переводов, сочла что в названии картины «есть что-то вроде страшилки „вот он тебя съест!”».
А. Г. Барская сопоставила таитянское название картины с надписью Гогена на рисунке «Oviri» 1899 года: «И чудовище, прижимая к себе своё творение, оплодотворяет своим семенем плодородное древо, чтобы породить Серафита Серафиту». По её мнению, сам идол и его авторское описание раскрываются следующим образом:

«Это чудовище, которое несёт в себе уничтожение, смерть и одновременно порождает Seraphitus (мужской род) и Seraphita (женский род), то есть высшее, гармонически единое существо, лишённое противоречий, разрывающих мир. Имя Серафитус — заимствовано из одноимённой повести О. де Бальзака, где главная героиня трактуется как совершенное ангельское существо, в котором соединились два противоположных начала — мужское и женское».

Главный научный сотрудник Отдела западноевропейского изобразительного искусства Государственного Эрмитажа, доктор искусствоведения А. Г. Костеневич в своём анализе «Идола» писал:

«Идол» — одно их самых тревожных и таинственных созданий Гогена. Перекличка очертаний изваяния с контурами деревьев делает его присутствие почти навязчивым. <…> Идол здесь не столько творение туземных скульпторов, сколько живое существо, так что трудно сказать, из какого материала он сделан. <…> Вероятно, именно стремление создавать живопись, исполненную глубоких душевных переживаний и неотделимую от тайны духовности, побуждало Гогена снова и снова обращаться к вечерним состояниям натуры, что отвечало также его колористическим влечениям.

К. А. Богемская, полемизируя с Костеневичем, утверждала, что с «Овири Гоген идентифицировал самого себя», и поэтому идол должен рассматриваться не как творение туземцев, а как воплощение образа-персонификации художника.

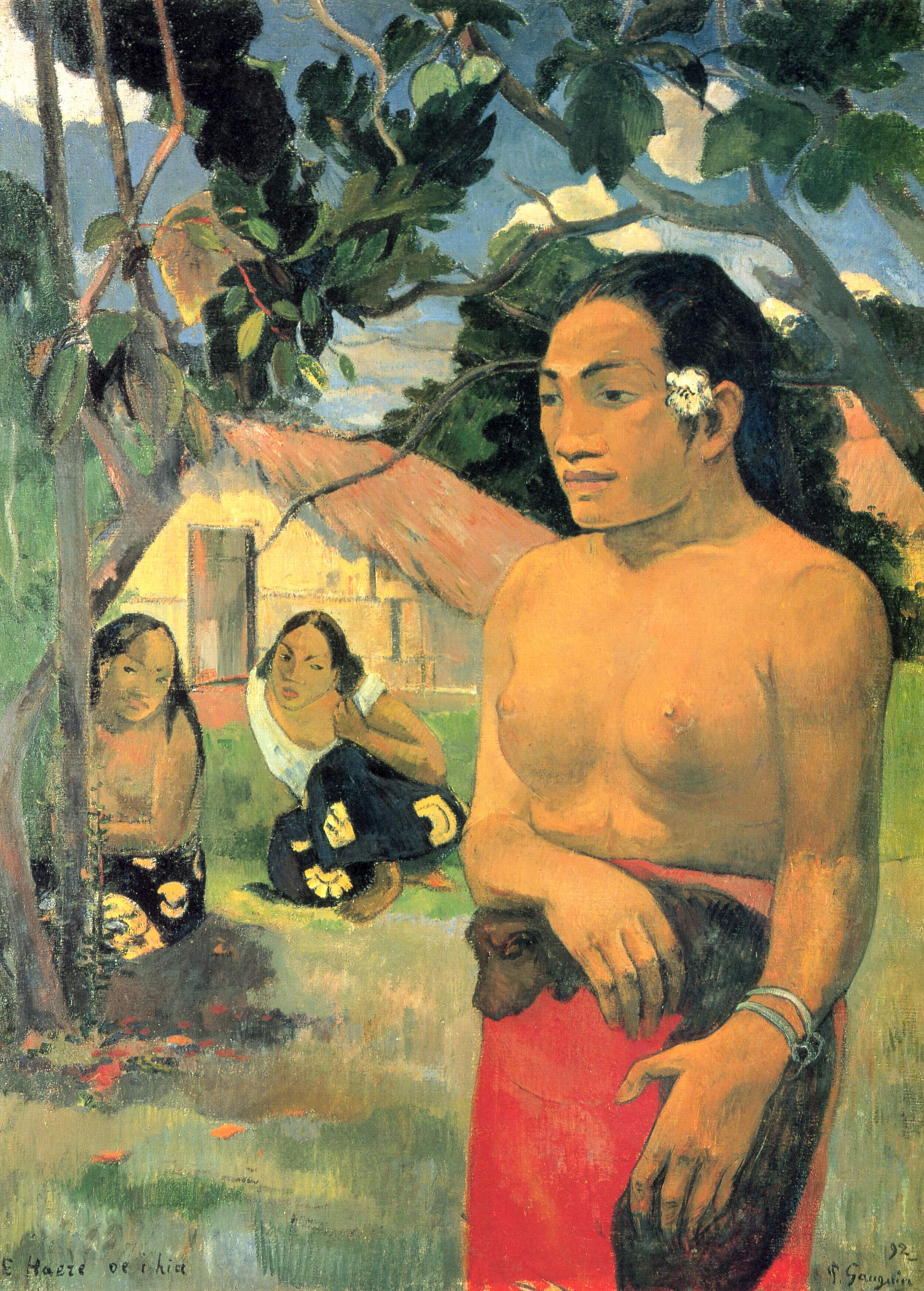
«Куда ты идёшь?» из Штутгартской галереи
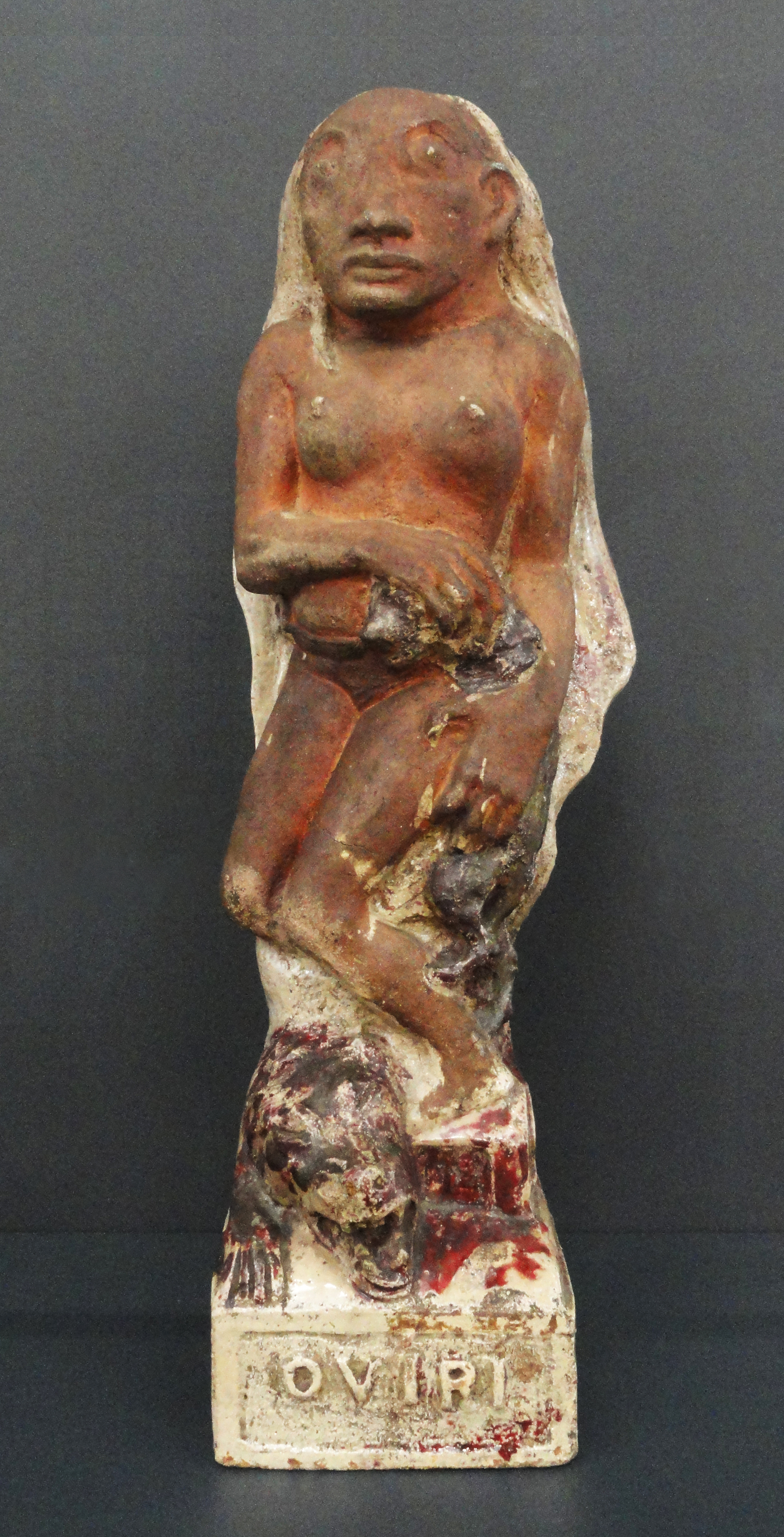
Статуя «Oviri» из Орсе
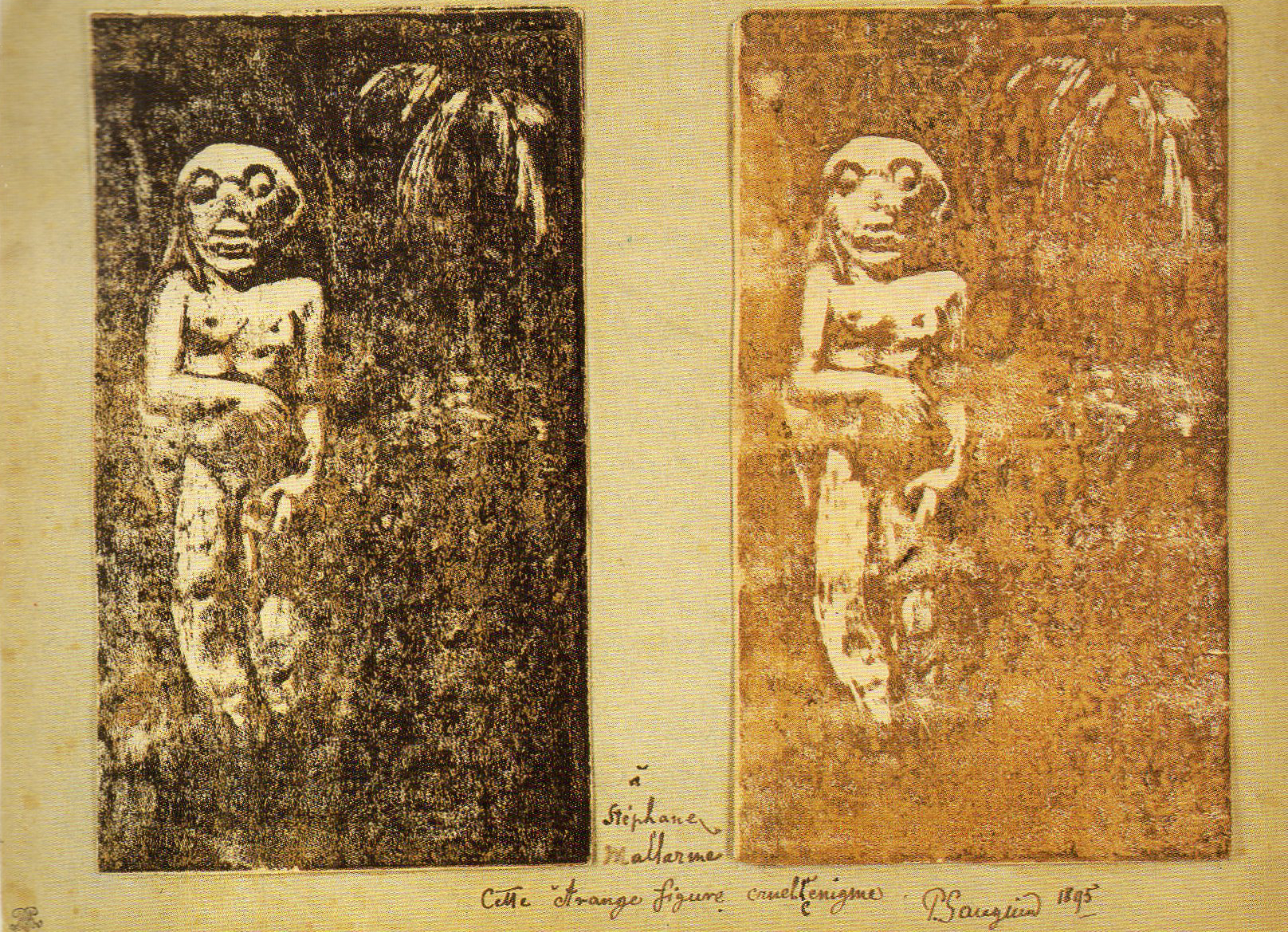
Парная ксилография «Oviri» с посвящением Малларме
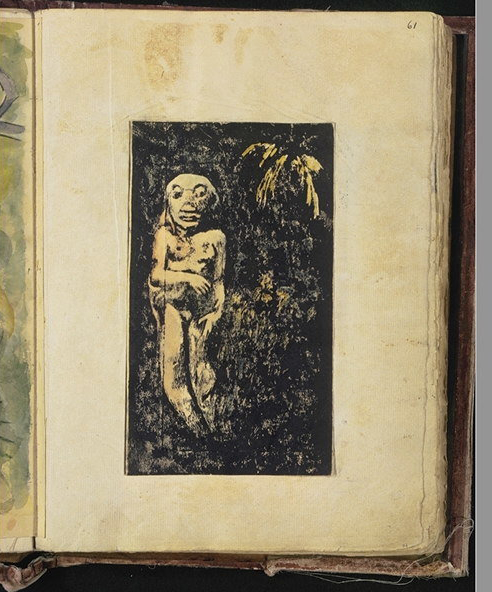
Ксилография «Полинезийский идол» из рукописи «Ноа-Ноа»
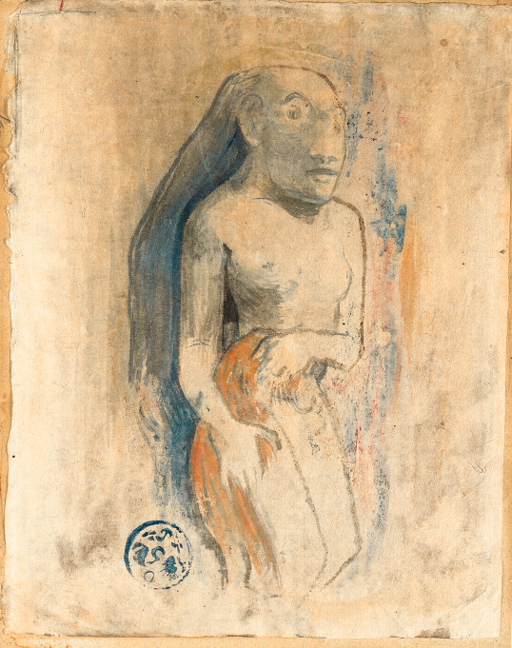
Монотипия из частной коллекции